# Leonard Piętak
Leonard Piętak, též Leonhard Piętak (24. února 1841 Přemyšl – 26. února 1909 Vídeň), byl rakousko-uherský, respektive předlitavský politik, právník a pedagog; v letech 1900–1906 ministr pro haličské záležitosti Předlitavska.

## Biografie
Vystudoval práva na Lvovské univerzitě, kde v roce 1867 získal titul doktora práv. Zpočátku pracoval na státním zastupitelství. Od školního roku 1868/1869 začal vyučovat na Lvovské univerzitě, kde se zaměřoval na obchodní právo a římské právo. Opakovaně byl na této škole děkanem a v roce 1888/1889 i rektorem. V roce 1883 se stal členem-korespondentem Akademie věd v Krakově. Od roku 1888 předsedal Společnosti vysokoškolských učitelů. Byl aktivní i v politice. Od roku 1886 zasedal v městské radě.

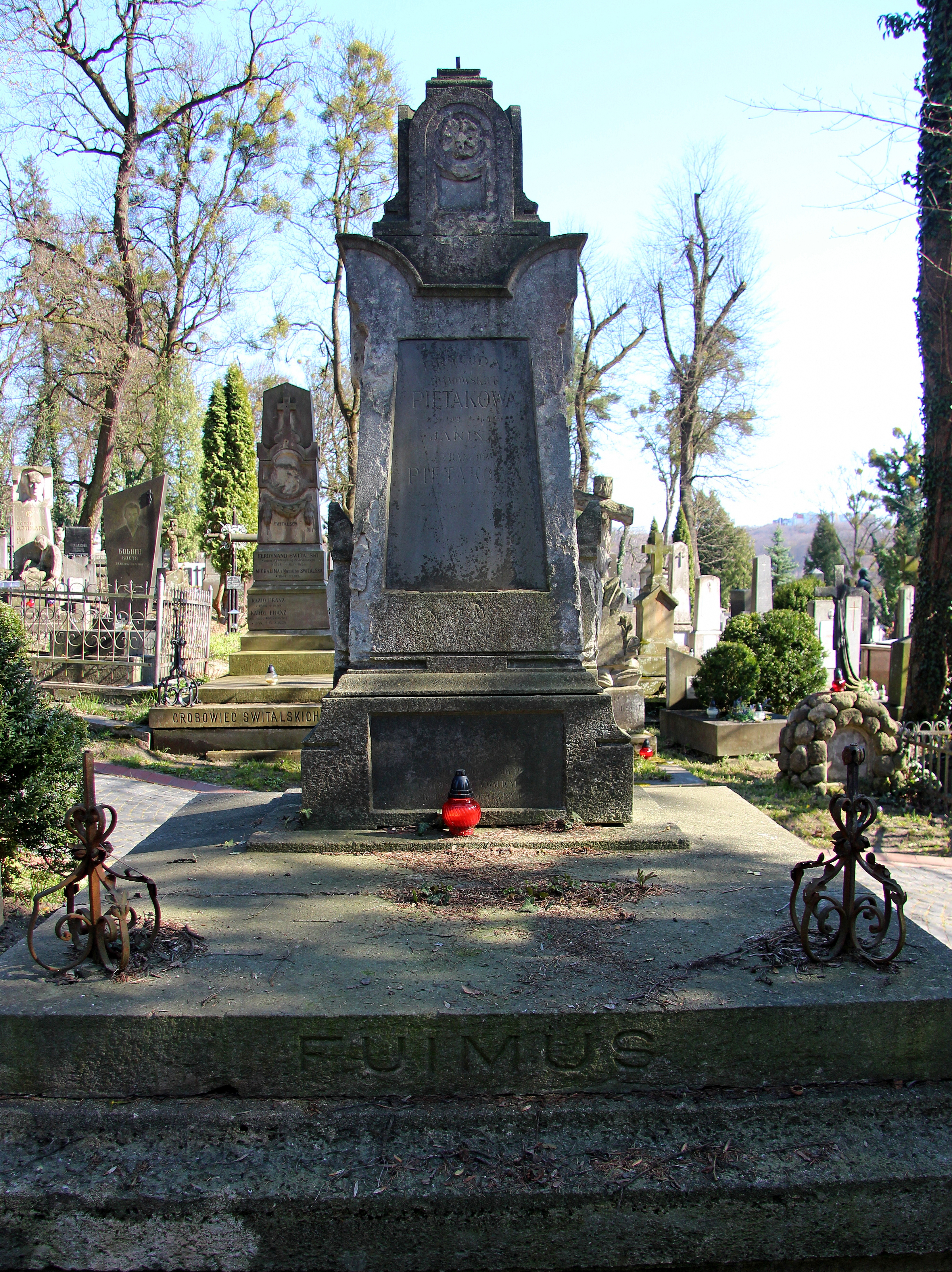
Rodinný hrob na Lyčakivském hřbitově

V roce 1893 se stal i poslancem Říšské rady (celostátní parlament). Nastoupil do ní 10. října 1893 místo Franciszka Jana Smolky. Reprezentoval městskou kurii, obvod Lvov. Mandát poslance vídeňského parlamentu obhájil za stejný obvod ve volbách do Říšské rady roku 1897 a volbách do Říšské rady roku 1901. Zasedal zde až do konce funkčního období sněmovny, tedy do roku 1907. V Říšské radě zastával post místopředsedy Polského klubu. V roce 1899 zastával funkci 1. místopředsedy poslanecké sněmovny. Byl rovněž poslancem haličského zemského sněmu.
Vrchol jeho politické kariéry nastal na počátku 20. století, kdy se za vlády Ernesta von Koerbera stal ministrem pro haličské záležitosti. Post si udržel i v následující druhé vládě Paula Gautsche a vládě Konrada Hohenloheho. Funkci zastával v období 19. ledna 1900 – 28. května 1906.